# Jesper Grønkjær
Jesper Grønkjær (Godthåb - atual Nuuk, 12 de agosto de 1977) é um ex-futebolista groenlandês-dinamarquês, que atuava como atacante. 

## Carreira
Após jogar nas categorias de base do Thisted, Grønkjær iniciou sua carreira profissional em 1995, no Aalborg. Em 3 temporadas pelo AaB, foram 86 partidas disputadas e 10 gols, e embora não tivesse obtido nenhum título pela equipe, chamou a atenção de clubes de maior expressão. Em outubro de 1997, o Ajax pagou 3,5 milhões de libras para contar com Grønkjær, que só viria a assinar oficialmente no ano seguinte.
Nos Ajacieden, onde atuou até 2000, venceu a Copa dos Países Baixos de 1998–99, tendo disputado 55 jogos e fazendo 12 gols. Em outubro de 2000, o Chelsea contratou Grønkjær por 7,8 milhões de libras (até então o maior valor pago por um futebolista dinamarquês), porém sua primeira temporada nos Blues foi prejudicada por lesões, que o fizeram jogar apenas 14 vezes e fazer um gol na Premier League. Viria a se firmar na temporada seguinte, virando uma das principais peças do elenco que chegou até as semifinais da Liga dos Campeões da UEFA de 2003–04. Depois de 88 jogos e 7 gols na Premier League (119 partidas e 11 gols no total), deixou o Chelsea ao final de seu contrato e foi para o Birmingham City, onde atuou em 16 jogos.
Teve ainda passagens sem destaque por Atlético de Madrid e Stuttgart antes de voltar à Dinamarca para defender o Copenhague, sagrando-se campeão nacional por 4 vezes. Seu último jogo oficial foi contra o Aalborg, seu primeiro clube na carreira, marcando o último de seus 45 gols como profissional na vitória por 2 a 0.
Em fevereiro de 2016, foi anunciada a contratação do atacante pelo Græsrødderne, clube amador dinamarquês.

## Seleção Dinamarquesa
Com passagem pelas seleções de base dinamarquesas, Grønkjær estreou pela seleção principal em março de 1999, contra a Itália, em jogo válido pelas eliminatórias da Eurocopa de 2000, atuando nas 3 partidas do time, que foi eliminado ainda na primeira fase. Disputou também a Eurocopa de 2004, participando também de 3 jogos e fazendo um gol, na vitória por 2 a 0 sobre a Bulgária.
Ao disputar a Copa de 2002, tornou-se o primeiro nativo da Groenlândia em um mundial. O atacante jogou as 4 partidas da equipe, que terminou eliminada nas oitavas-de-final pela Inglaterra. Ele ainda jogou a Copa de 2010, mas acabou perdendo espaço para um ainda jovem Christian Eriksen, e alegando "falta de oportunidades", pediu dispensa da seleção, encerrando sua carreira internacional após 80 jogos disputados e 5 gols.

## Títulos

### Clube
Ajax
- KNVB Cup: 1998–99

Copenhague
- Superliga Dinamarquesa: 2006–07, 2008–09, 2009–10, 2010–11